# ランジャタイ国崎の伝説のひとりぼっち集団
『ランジャタイ国崎の伝説のひとりぼっち集団』（ランジャタイくにざきのでんせつのひとりぼっちしゅうだん）は、国崎和也（ランジャタイ）がパーソナリティを務めるPodcast番組。

## 概要
これまでランジャタイは、ニッポン放送 PODCAST STATIONにて冠番組『オールナイトニッポンPODCAST ランジャタイの伝説のひとりぼっち集団』を2024年4月から約4か月にわたり配信していたが、2024年8月11日、伊藤幸司が未成年女性と関係を持ったことにより、活動休止することを発表。これを受けて、本番組は8月15日以降、8月末まで配信を休止し、9月からはANNPの枠を離れて『ランジャタイ国崎の伝説のひとりぼっち集団』と改題し、国崎ピンの番組としてリニューアルすることとなった。
番組のリニューアル化に伴い、番組開始当初は更新頻度も毎週更新から隔週更新へと変更されており、番組ハッシュタグも『#ランジャタイANNP』から『#伝説のひとりぼっち集団』へと変更になっている。尚、2025年4月8日から週1放送に戻った。
2025年4月29日、同年4月より芸能活動を再開した伊藤が番組に出演。続く5月6日放送分にも出演し、二人で出演していた冠番組『オールナイトニッポンPODCAST ランジャタイの伝説のひとりぼっち集団』の復活を発表した。

## 出演者
パーソナリティ
- 国崎和也（ランジャタイ）

レギュラーゲスト
- 伊藤幸司（ランジャタイ）〈#20 -〉

スタッフ
- 畠山健（※放送作家 兼 笑い屋）

ゲスト
- 熊崎さん〈#4〉

## 現在のコーナー

### タイトルコール
国崎が『ランジャタイ国崎の伝説のひとりぼっち集団！』とコールした後に、リスナーが考えた珍奇な文章を読み上げるコーナー。

### 引き戸ジングル
番組CMで使われるネタ。「だ、誰だ！？」ガラガラガラ…(引き戸の音)この後に続く「戸を開けたら何がいたか？」を、リスナーに募集して読み上げるコーナー。

### ふつおた
番組に届いたお便りを紹介するコーナー。番組構成上フリートークとネタコーナーで占められる為、紹介するのはほとんど稀となっている。

### 不思議な体験
別名「かつやのみちお」。『トム・ブラウンのみちおが「かつや」の店員とモメている所を目撃した』などのような、神秘的な出来事や偶然が重なったことなど、リスナーの不思議な体験談を紹介するコーナー。

### テレビBESTシーン
テレビ大好きの国崎が、リスナーのテレビ視聴歴の中で『ベストだと思うシーン』を紹介するコーナー。「笑った」「感動した」や「なぜか覚えている」「当時だから許された」などベストの定義は特になく、ジャンル等の縛りもない。

### 来世への持ち物
現世で大切にしている物事が来世へ持っていけるとしたら、有名人は何を持っていくか予想する有名人いじりのコーナー。最大「5」までの数字でその有名人が大切にしているモノのレベルも併せて書く。
（例として『YOU、黒のキャミソール、5』など）

### 決定！4000年に一度咲く金指の2025年！
「右手に何か持ち、それに触れられても特定のワードでしか返せない」という謎のルールで舞台に立っているピン芸人・4000年に一度咲く金指のために『右手に持つもの』と『ワード』のアイデアをリスナーから募集するコーナー。

## 出来事
国崎不在、パーソナリティーは熊崎さん
第4回(2024年10月15日配信分)。全編に渡ってパーソナリティーである国崎は一切登場せず、その代わりに国崎がピンでテレビ番組などに出演する際によく登場するエキストラの熊崎さんが国崎であると称して登場。事前に国崎がトークの内容を台本にして用意し、熊崎さんに代読してもらうという前代未聞の放送となった。